# Nikorzminda

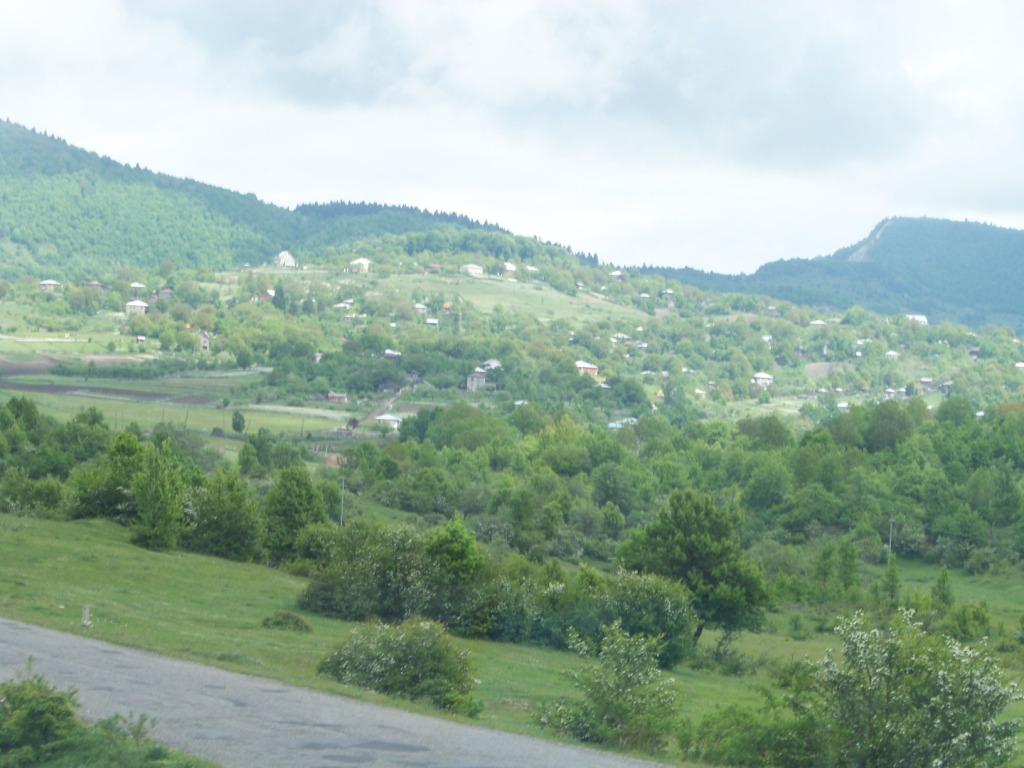
Das Dorf Nikorzminda

Nikorzminda (georgisch ნიკორწმინდა, nɪkʼɔrt͡sʼmɪndɑ) ist ein Dorf in der Munizipalität Ambrolauri, in der Region Ratscha-Letschchumi und Niederswanetien in Georgien.
Nikorzminda liegt nördlich des Schaori-Stausees, 16 Kilometer südwestlich von Ambrolauri. Das Dorf hat 498 Einwohner (2014). Der Name des Dorfes ist mit dem im 11. Jahrhundert errichteten Dom „Nikolaoszminda“ (heute Nikorzminda-Dom) verbunden. Heute ist dieser Dom eine wichtige Sehenswürdigkeit nicht nur für das Dorf, sondern für ganz Georgien.